# Astracantha strobilifera
Astracantha strobilifera är en ärtväxtart som först beskrevs av George Bentham, och fick sitt nu gällande namn av Dieter Podlech. Astracantha strobilifera ingår i släktet Astracantha och familjen ärtväxter. Inga underarter finns listade i Catalogue of Life.